# William John Hamilton
William John Hamilton (né le 5 juillet 1805 à Wishaw, Lanarkshire - mort le 27 juin 1867 à Londres) est un géologue anglais. 

## Biographie
William John Hamilton est le fils de William Richard Hamilton, antiquaire, voyageur et diplomate. Il étudie à la Charterhouse School puis à l'université de Göttingen. 
En 1831, il devient membre de la Geological Society of London. En 1835, il prend part à un voyage d'exploration géologique au Levant avec Hugh Edwin Strickland, et poursuit sans lui jusqu'en Arménie à travers l'Asie mineure. Ils décrivent leurs recherches dans un ouvrage publié en 1842, Researches in Asia Minor, Pontus, and Armenia. Hamilton est la première personne à avoir documenté l'ascension du mont Erciyes. 
De 1841 à 1847, il est élu membre du Parlement, représentant la circonscription de Newport, sur l'île de Wight. Il appartient au Parti conservateur. 
En 1848-1849, il préside la Royal Geographical Society, et de la Geological Society of London de 1854 à 1856. Il est élu membre de la Royal Society en 1855. 
Par la suite, il fait différents voyages en Europe occidentale (Allemagne, Belgique, France, Italie) au cours desquels il fait des recherches géologiques. 